# ده ابراهیم (بهبهان)
ده‌ابراهیم (بهبهان)، روستایی از توابع بخش تشان شهرستان بهبهان در استان خوزستان ایران است.

## جمعیت
این روستا در دهستان تشان شرقی قرار دارد و براساس سرشماری مرکز آمار ایران در سال ۱۳۸۵، جمعیت آن ۷۹۶ نفر (۱۷۸خانوار) بوده‌است.